# Prosečka vas
Prosečka vas – wieś w Słowenii, w gminie Puconci. W 2018 roku liczyła 122 mieszkańców.